# Trần Tu
Trần Tu (tiếng Trung: 陳脩; bính âm: Chen Xiu; 197 - 229), tự Phụng Tiên (奉先), là tướng lĩnh Đông Ngô thời Tam Quốc trong lịch sử Trung Quốc.

## Cuộc đời
Trần Tu quê ở huyện Tùng Tư, quận Lư Giang, Dương Châu, là con trai trưởng của tướng lĩnh Giang Đông Trần Vũ.
Năm 215, Tôn Quyền dẫn quân tấn công thành Hợp Phì, Trần Vũ đi theo chiến đấu, không may tử trận. Tôn Quyền vô cùng bi ai, tự mình đến dự lễ tang của Vũ, cũng nhân đó triệu kiến Trần Tu. Tu khi đó mới 19 tuổi, có phong thái của cha. Quyền thấy Tu, ban thưởng rất nhiều, phong Tu làm Biệt bộ tư mã, ban cho 500 binh sĩ.
Khi ấy, Giang Đông mới gặp đại bại, tân binh của các quân khác phần lớn đào ngũ. Riêng Trần Tu có thể hữu hiệu trấn an binh lính, trong quân không một người bỏ trốn. Tôn Quyền thấy kỳ lạ, phong Tu làm Hiệu úy.
Những năm cuối niên hiệu Kiến An (196-220), Tôn Quyền truy lục hậu duệ các công thần, phong Tu tước Đô đình hầu.
Năm 229, Tu chết, con cái còn nhỏ, em trai Trần Biểu lại đang giữ chức ở Đông cung, quân tước của Tu không có ai kế thừa.

## Gia đình
- Trần Diên (陳延), con trai trưởng của Trần Tu, sau khi Trần Ngao (con trai của Trần Biểu) chết, kế chức tư mã.
- Trần Vĩnh (陳永), con trai thứ của Trần Tu, kiện tướng, phong hầu.

## Trong văn hóa
Trần Tu không xuất hiện trong tiểu thuyết Tam quốc diễn nghĩa của La Quán Trung.